# Limnophora recta
Limnophora recta är en tvåvingeart som beskrevs av Wei 1993. Limnophora recta ingår i släktet Limnophora och familjen husflugor.
Artens utbredningsområde är Guizhou (Kina). Inga underarter finns listade i Catalogue of Life.